# Канцеларија за људска и мањинска права
Канцеларија за људска и мањинска права је бивша канцеларија при Влади Републике Србије. Постојала је у периоду од 2012. до 2020. године. Установљена је непосредно након реорганизације државних ресора који су потпадали под надлежност Министарства за људска и мањинска права, државну управу и локалну самоуправу, које је укинуто средином 2012. године. У оквиру тог министарства постојала је Управа за људска и мањинска права, чији су послови пренети на новостворену Канцеларију за људска и мањинска права, која је установљена посебном уредбом од 2. августа 2012. године.
Доношењем новог Закона о министарствима, који је усвојен 26. октобра 2020. године, формирано је ново Министарство за људска и мањинска права и друштвени дијалог, чиме су сви послови из области рада дотадашње Канцеларије за људска и мањинска права прешли под надлежност поменутог министарства (41. члан).
Седиште Канцеларије било је у Београду. Први директор је био Душан Игњатовић (2012-2013), а директорску дужност је потом обављала Сузана Пауновић (2013-2020).

## Делатност и унутрашња организација
Канцеларија је вршила стручне послове за потребе Владе и надлежних министарстава који су се односили на: унапређење и заштиту људских и мањинских права, општа питања положаја припадника националних мањина, праћење положаја припадника националних мањина који живе на територији Србије и остваривање мањинских права, као и остваривања веза националних мањина са матичним државама. Канцеларија је обављала стручне послове праћења усаглашености домаћих прописа са међународним уговорима и другим међународноправним актима о мањинским и људским правима и иницирање измена домаћих прописа.
На основу члана 3. Уредбе о Канцеларији за људска и мањинска права, Канцеларијом је руководио директор кога је постављала Влада на период од пет година, а на предлог Генералног секретара Владе. Директор Канцеларије био је одговоран Влади и Генералном секретару Владе. Директор Канцеларије је био државни службеник на положају. Директор је био дужан да организује, руководи, обједињује и усмерава рад Канцеларије, односно да обезбеђује законом ефикасно обављање послова. Одлучивао је о правима, одговорностима и дужностима запослених, а обављао је и друге послове у складу са законом.
Канцеларија за људска и мањинска права имала је три сектора:
1. Сектор за опште послове, међународну сарадњу и пројекте (кадровски, административно-технички послови, финансијско материјални, којима се обезбеђује усклађен и ефикасан рад свих унутрашњих јединица, учешће у остваривању међународне сарадње у области људских и мањинских права).
2. Сектор за унапређење и заштиту људских права (послови који се односе на праћење примене прописа препорука и сарадња са телима Савета Европе, Европске уније, Организације за европску безбедност и сарадњу и других међународних институција и организација чија је Република Србија члан; послови који се односе на праћење усаглашености домаћих прописа са међународним уговорима и другим међународноправним актима о људским правима и иницирање измена домаћих прописа, припремање одговора на појединачне представке против државе које су поднете уговорним телима УН чију је надлежност прихватила Република Србија; израда извештаја за специјалне процедуре УН,израда и представљање пред уговорним телима УН периодичних извештаја о спровођењу основних међународних уговора о људским правима, и обављање других послова из надлежности Канцеларије).
3. Сектор за националне мањине (послови који се односе спровођење и праћење међународних уговора у области мањинских права, праћење усаглашености домаћих прописа са међународним уговорима и другим међународно правним актима о мањинским правима и иницирање измена домаћих прописа; остваривање права националних мањина на одржавање и успостављање прекограничне сарадње; праћење остваривања права националних мањина у области културе, образовања и јавног информисања и службене употребе писма и језика националних мањина и у другим областима значајним за националне мањине; остваривање сарадње са представницима цивилног друштва и надлежним органима у вези са унапређењем положаја цивилног друштва, посебно Рома; пружања помоћи угроженим мигрантским категоријама становништва).

## Примена Оквирне конвенције за заштиту националних мањина
За време свог постојања (2012—2020), Канцеларија за људска и мањинска права је била задужена за израду периодичних извештаја о примени Оквирне конвенције за заштиту националних мањина у Србији. У поменутом периоду, Канцеларија је израдила Трећи периодична извештај (2012) за период од 2007. до 2011. године, и Четврти периодична извештај (2018) за период од 2012. до 2016. године. Поменути извештаји су били сачињени на српском и енглеском језику, а упућивани су Савету Европе.
Приликом израде енглеске варијанте поменутих извештаја, начињени су извесни терминолошки пропусти у области именовања русинске националне мањине. Иако је Национални савет русинске националне мањине својим статутом из 2010. године прописао (члан 6.), а потом и потврдио (2014. и 2018. године), да званични назив НСРНМ на енглеском језику гласи: National Council of the Rusyn National Minority. тај назив (који се налази у заглављу сваког акта НСРНМ) није испоштован у енглеским варијантама поменутих периодичних извештаја из 2012. и 2018. године, у којима је употребљен неправилан облик: National Council of the "Ruthenian" National Minority. У енглеским варијантама тих извештаја, именовање русинског народа и језика, као и русинских мањинских установа и организација није извршено путем употребе званичних и међународно признатих (ISO) термина (енгл. Rusyns, Rusyn language), већ путем спорних рутенских одредница (енгл. Ruthenians, Ruthenian language) које у енглеском језику имају далеко шира и разноврсна значења. Управо због те вишезначности, најпознатији русински историчар и бивши председник Светског конгреса Русина, проф. др Павел Р. Магочи је изричито указао на неприкладност употребе рутенских одредница за означавање Русина у међународној (енглеској) терминологији.
Поменути пропусти у енглеским варијантама периодичних извештаја из 2012. и 2018. године учињени су по инерцији, путем аутоматског преузимања "рутенске" терминологије из енглеске верзије Другог периодичног извештаја, који је био сачињен почетком 2008. године од стране тадашње владине Службе за људска и мањинска права, док је терминологија тог извештаја преузета (такође по инерцији) из енглеске верзије још старијег (првог периодичног) извештаја, који је био сачињен у октобру 2002. године од стране надлежних државних органа тадашње Савезне Републике Југославије, али без учешћа Националног савета русинске националне мањине, чији је први сазив био конституисан тек накнадно, у новембру 2002. године.